# Tetrick Wania
Tetrick Wania, född 6 maj 2019, är en svensk varmblodig travhäst. Han tränas och körs sedan 2022 av Michael Nimczyk. Han tränades och kördes tidigare av sin uppfödare och tidigare ägare Riina Rekilä.

## Bakgrund
Tetrick Wania är en brun hingst efter Muscle Hill och under Random Destiny (efter Ken Warkentin). Han föddes upp av Riina Rekilä och ägs av Karin Walter-Mommert. Han tränades, ägdes och kördes inledningsvis av Riina Rekilä, och senare av Michael Nimczyk.
Tetrick Wania började tävla i augusti 2021 och har till november 2021 sprungit in ca 2,3 miljoner kronor på 7 starter varav 5 segrar och 1 andraplats. Han har tagit karriärens hittills största segrar i Breeders' Crown (2021), Svampen Örebro (2021) och Svensk uppfödningslöpning (2021).

## Karriär
Tetrick Wania började tävla i augusti 2021 och kom på andra plats i debutloppet. Han kördes inledningsvis av Örjan Kihlström i två starter, men förblev segerlös. Han tog sin första seger i tredje starten, då han kördes av sin tränare, ägare och uppfödare Riina Rekilä. Han är sedan dess obesegrad. Han lovordades flera gånger under tvååringssäsongen, bland annat efter stor startgalopp i Svensk uppfödningslöpning. Med segern var det första gången i loppets historia som en kvinnlig kusk segrade.

### Ägarbyte
Den 12 november 2021 meddelades det att Tetrick Wania sålts till tyska storhästägaren Karin Walter-Mommert, och planeras att sättas i träning hos Michael Nimczyk. Köpeskillingen rapporterade ligga på runt 3 miljoner euro, men ingen officiell summa framkom.
Hennes första start som treåring var tänkt att bli den 5 februari 2022 på Solvalla i Margaretas Tidiga Unghästserie, men planerna ställdes in då Rekilä inte ville skicka Tetrick Wania från Finland i den extrema kyla som var.
Under 2022 flyttades han över till Nimczyks träningsfilial i Vomb, som ägs av Lutfi Kolgjini. Planen är att Tetrick Wania ska vara kvar i Sverige under hela säsongen för att starta i de större årgångsloppen.
Den 14 april 2022 gjorde Tetrick Wania årsdebut som treåring, i ett lopp på Vermo. Han blev där slagen av obesegrade Corazon Combo, körd och tränad av Pekka Korpi.

## Statistik

### Större segrar
| År   | Lopp                      | Kusk         | Vinstbelopp   | Grupp   |
| ---- | ------------------------- | ------------ | ------------- | ------- |
| 2021 | Breeders' Crown, 2-åriga  | Riina Rekilä | 175 000 SEK   | -       |
| 2021 | Svampen Örebro            | Riina Rekilä | 510 000 SEK   | Grupp 2 |
| 2021 | Svensk uppfödningslöpning | Riina Rekilä | 1 400 000 SEK | Grupp 1 |

## Stamtavla
| Efter Muscle Hill 2006    | Muscles Yankee 1995    | Valley Victory   | Baltic Speed    |
| Efter Muscle Hill 2006    | Muscles Yankee 1995    | Valley Victory   | Valley Victoria |
| Efter Muscle Hill 2006    | Muscles Yankee 1995    | Maiden Yankee    | Speedy Crown    |
| Efter Muscle Hill 2006    | Muscles Yankee 1995    | Maiden Yankee    | Wistful Yankee  |
| Efter Muscle Hill 2006    | Yankee Blondie 1996    | American Winner  | Super Bowl      |
| Efter Muscle Hill 2006    | Yankee Blondie 1996    | American Winner  | B.J.'s Pleasure |
| Efter Muscle Hill 2006    | Yankee Blondie 1996    | Yankee Bambi     | Hickory Pride   |
| Efter Muscle Hill 2006    | Yankee Blondie 1996    | Yankee Bambi     | Yankee Duchess  |
| Undan Random Destiny 2007 | Ken Warkentin 2002     | Yankee Glide     | Valley Victory  |
| Undan Random Destiny 2007 | Ken Warkentin 2002     | Yankee Glide     | Gratis Yankee   |
| Undan Random Destiny 2007 | Ken Warkentin 2002     | Jambo            | Tagilabue       |
| Undan Random Destiny 2007 | Ken Warkentin 2002     | Jambo            | Louisa          |
| Undan Random Destiny 2007 | Front Porch Swing 1999 | Royal Strength   | Royal Prestige  |
| Undan Random Destiny 2007 | Front Porch Swing 1999 | Royal Strength   | Berna Hanover   |
| Undan Random Destiny 2007 | Front Porch Swing 1999 | Domonique Nelson | Dream Of Glory  |
| Undan Random Destiny 2007 | Front Porch Swing 1999 | Domonique Nelson | Y.L.Point Final |